# 南和寺
南和寺（なんわじ、ベトナム語：Chùa Nam Hòa / 𫴶南和）は、埼玉県越谷市にあるベトナム仏教の寺院。

## 歴史と現況
2006年（平成18年）に開山された。1975年のベトナム戦争終結後、旧ベトナム共和国（南ベトナム）の国民は難民として国外に流出した。日本もベトナム難民を受け入れ、定住させることになった。ベトナム人は仏教の信者が多く、在日ベトナム人のために日本国内にベトナム仏教の寺を創建することになった。
週末には、仕事や留学で一時的に日本に滞在しているベトナム人も説法を聞きにこの寺院に集まる。お正月やお盆などの行事ともなれば1,500人以上のベトナム人が遠くから訪れ、寺院側も40種類を超えるベトナム精進料理を用意して信者をもてなすのである。そして法要や年中行事での踊りも披露されるのである。
寺号の「南和寺」は、ベトナム（越南）と日本（和）に由来する。
2012年（平成24年）には、日本の宗教法人として登記された。
日本国内のベトナム系仏教寺院の最古参であるため、ネット上では「日本唯一のベトナム寺院」と紹介されることがある。現在では、同県本庄市の大恩寺など複数の寺院が存在する。
南和(ナムホア)寺 施設の紹介

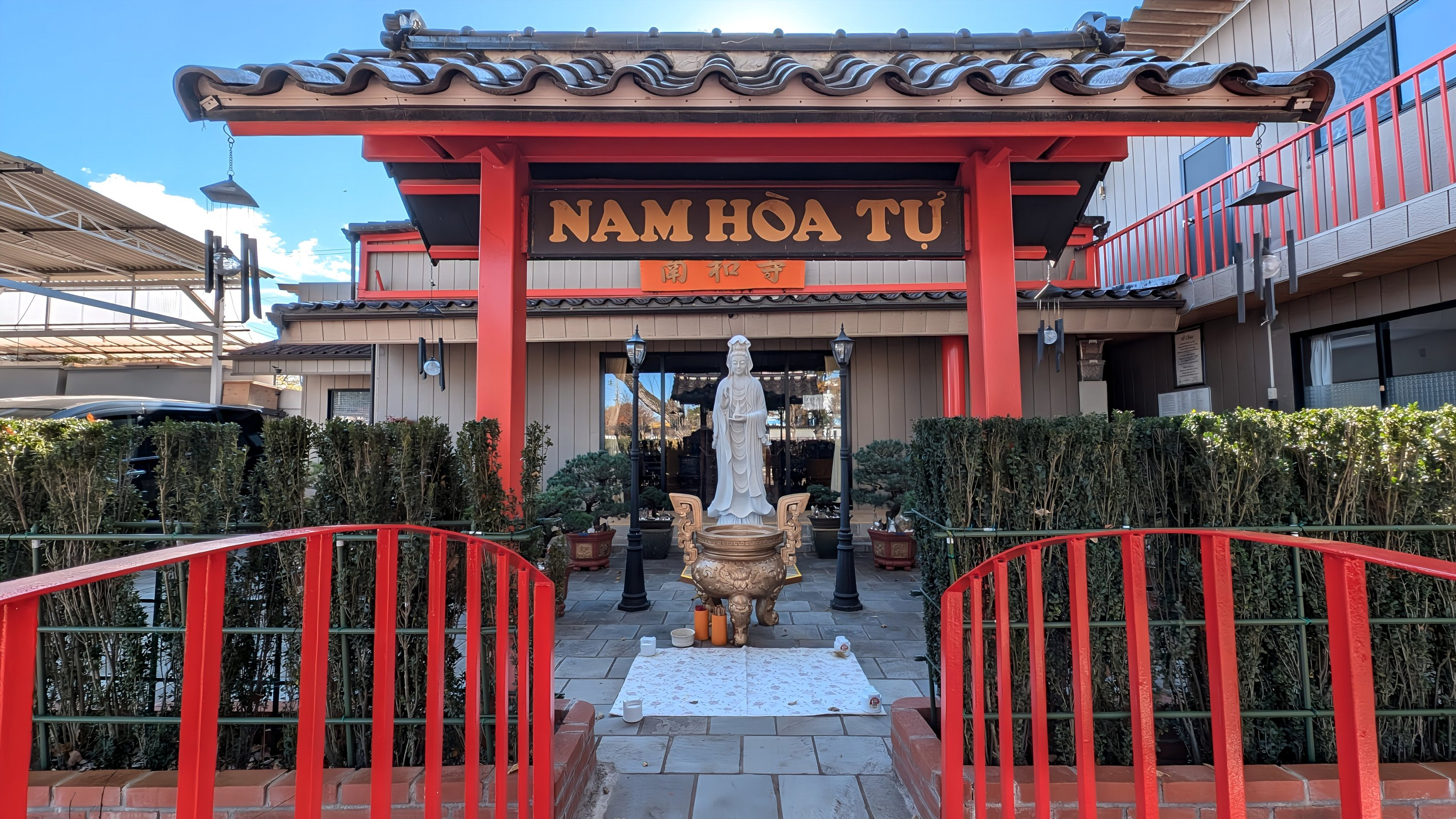
ベトナム式の山門
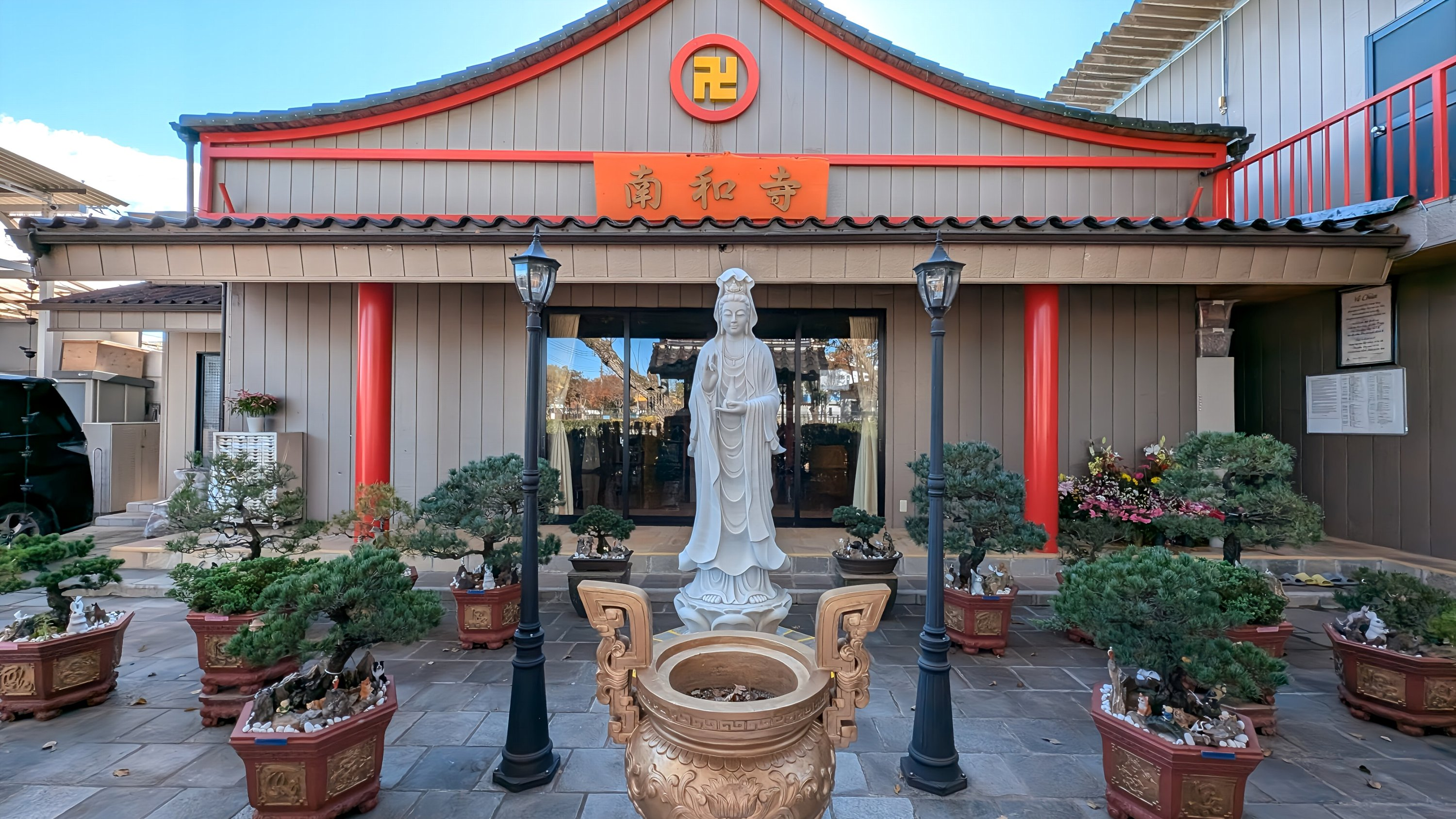
観音菩薩像
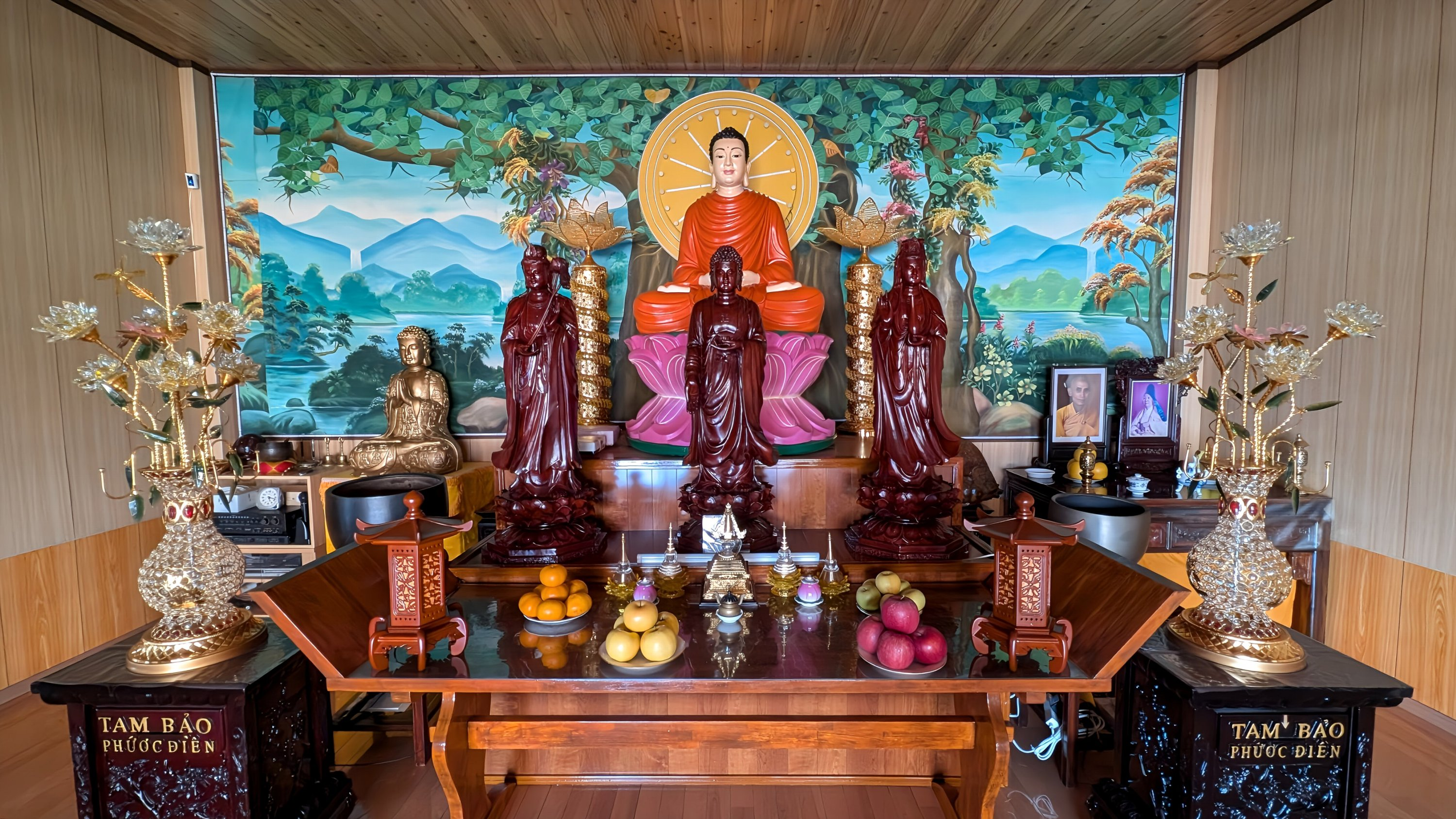
ベトナム式の祭壇

## 交通アクセス
- 路線バス水上公園入口停留所より徒歩8分。